# Internazionali d'Italia 1930
Gli Internazionali d'Italia 1930 sono stati un torneo di tennis giocato sulla terra rossa. È stata la 1ª edizione degli Internazionali d'Italia. Sia il torneo maschile sia quello femminile si sono giocati a Milano in Italia.

## Campioni

### Singolare maschile
Bill Tilden ha battuto in finale  Uberto De Morpurgo con il punteggio di 6–1, 6–1, 6–2

### Singolare femminile
Lilí de Álvarez  ha battuto in finale  Lucia Valerio con il punteggio di 3–6, 8–6, 6–0

### Doppio maschile
Wilbur Coen /  Bill Tilden  hanno battuto in finale  Uberto De Morpurgo /  Placido Gaslini  6–0, 6–3, 6–3

### Doppio femminile
Lilí de Álvarez /  Lucia Valerio  hanno battuto in finale  Leyla Claude-Anet /  Arlette Neufeld con il punteggio di 7–5, 7–5

### Doppio misto
Lilí de Álvarez /  Uberto De Morpurgo  hanno battuto in finale  Lucia Valerio /  Pat Hughes con il punteggio di 4–6, 6–4, 6–2